# Psammophis turpanensis
Psammophis turpanensis — вид неотруйних змій роду піщана змія (Psammophis) родини піщаних змій (Psammophiidae). Описаний у 2021 році.

## Назва
Видова назва turpanensis вказує на ареал виду — Турфанська улоговина.

## Поширення
Типовий зразок виявлено на пересохлому озері Айдинкьоль у Сіньцзян-Уйгурському автономному районі на заході Китаю.